# Salsa golf
La salsa golf es una salsa emulsionada fría de origen argentino elaborada principalmente a base de mayonesa y no mezclada con tomate. Generalmente se la sazona con comino, orégano o morrón. Fue inventada a mediados de 1920 por el químico Luis Federico Leloir, quien ganó el Premio Nobel de Química en 1970. Es una salsa muy popular en Argentina y también en Bolivia, Chile, Colombia, Paraguay, Perú, Uruguay y Venezuela.

## Historia
Según las muchas versiones de la tradición, la salsa golf fue inventada por el químico  Luis Federico Leloir —años después premiado con el premio Nobel—a mediados de 1920, cuando concurría al "Golf Club" de la ciudad balnearia de Mar del Plata junto a sus amigos. Aburrido de comer siempre camarones y langostinos acompañados de mayonesa le pidió al mozo (mesero) que le trajera diversos ingredientes (vinagre, limón, mostaza, ketchup, especias diversas, etc.) con la intención de probar diferentes mezclas. De todas ellas la que más les gustó fue la de ketchup y mayonesa. Desde entonces los amigos la bautizaron salsa golf y su fama se extendió.

Si hubiera patentado esa salsa, tendríamos mucho más dinero para investigar en este momento.
Luis Federico Leloir

## Usos y preparación
Existen varias recetas, aunque los elementos invariables en la composición han de ser la mayonesa -en su mayor parte-, la salsa de tomate (en especial la salsa kétchup), mostaza y -opcionalmente- añadiendo condimentos al gusto (pimentón, orégano, comino, etc). 
Se utiliza en el aliño de ensaladas, carnes, etcétera, y es elemento principal en la preparación de un plato frío, también típicamente argentino, denominado palmitos con salsa golf. Una variante más compleja de los palmitos con salsa golf es la ensalada Richmond, llamada así por ser una creación de la tradicional y argentina Confitería Richmond (tal ensalada es preparada con camarones, rodajas de manzana, huevo duro en rodajas, apio, palmitos y la sazón con salsa golf). También se encuentra tal salsa en la argentina "pizza de jamón cocido, queso, palmitos y salsa golf", variedad muy popular en el mismo país. 
En Argentina también existe como producto comercial, preparada industrialmente.

## Variedades
En otros países: España esta salsa se denominada salsa rosa. En Venezuela y Colombia se la conoce como salsa rosada. En Puerto Rico se le llama mayokétchup y en República Dominicana mayocachú. En Brasil se llama "molho rosé".
En España la salsa golf en realidad es una mezcla de mayonesa con salsa de tomate (existe también la opción con  kétchup) y su tono es más claro que la salsa rosa. Se emplea con pescados y mariscos asados a la plancha.
Entre las muchas variedades de salsas con base en mayonesa que en Estados Unidos se conocen como "thousand island dressing" (aderezo mil islas) —una salsa que figura en un libro de recetas publicado en el 1900, aparentemente una receta popular de Nueva Orleans, Luisiana— figura la mezcla simple de ketchup y mayonesa, aunque otras formulaciones pueden incluir salsa de tomate, pimentón, mostaza o salsa Tabasco en lugar del ketchup.